# Camille Sée

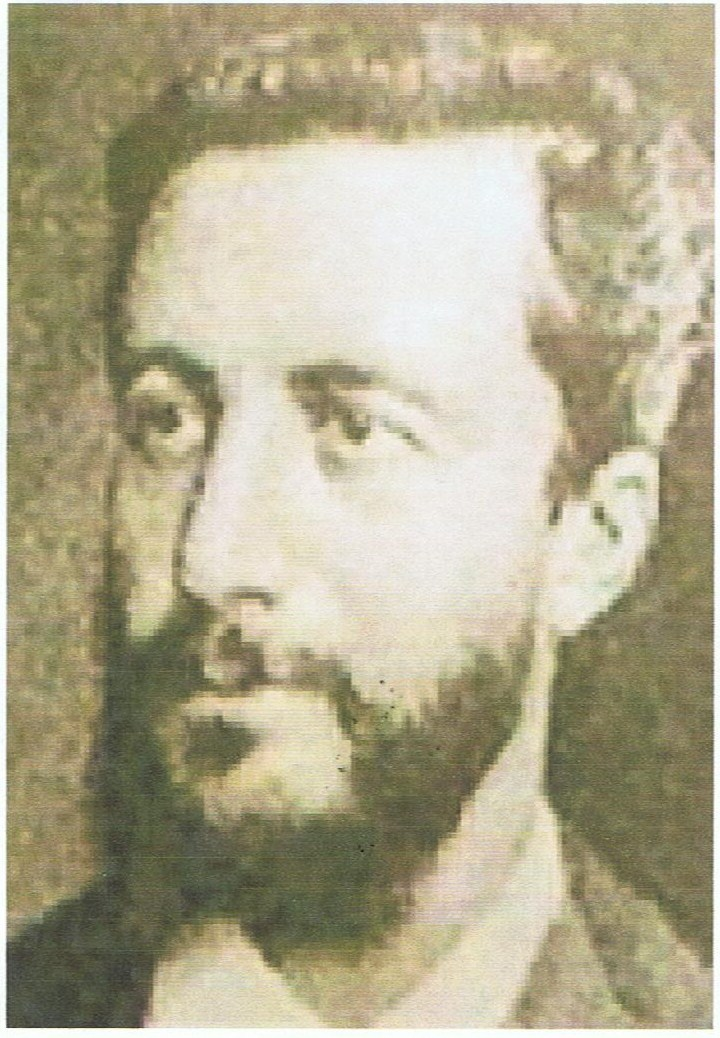
Camille Sée

Camille Sée (* 10. März 1847 in Colmar; ✡ 20. Januar 1919 in Paris) war ein französischer Politiker und Förderer der weiterführenden Bildung für Mädchen.

## Leben
Er wurde in einer jüdischen Familie als Sohn von Gerson Sée, Handelsvertreter in Colmar, geboren. Er studierte Jura an der Universität Straßburg und schloss sein Studium als Preisträger des „Concours pour le droit français“ (Wettbewerb um das französische Recht) ab. 1869 schrieb er sich als Anwalt in Paris ein und arbeitete an der Seite des Präsidenten des Conseil de l’Ordre des Avocats (Rat der Anwaltskammer). Zu dieser Zeit herrschte Napoleon III. im Zweiten Kaiserreich. Camille Sée war ein überzeugter Republikaner. Nach dem Sturz Napoleons wurde er Generalsekretär des Innenministers in der Regierung Léon Gambetta.

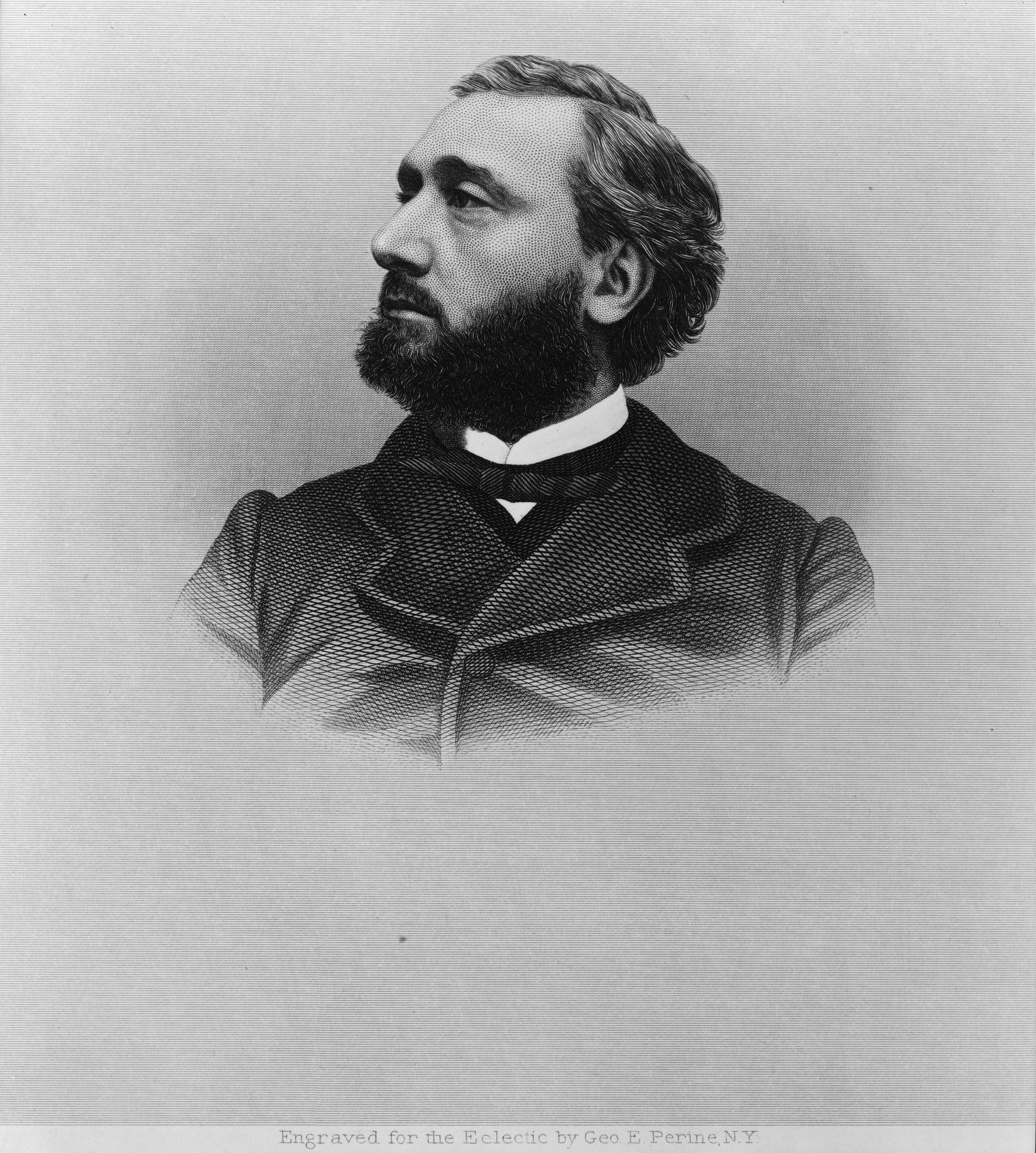
Léon Gambetta

Paris war zu dieser Zeit belagert, Gambetta floh aus Paris, um den Widerstand im Inneren Frankreichs zu organisieren. Dadurch musste Sée seine Stelle einnehmen, insbesondere bei den Unruhen am 31. Oktober, in denen die Regierung im Rathaus von Paris von den Aufständischen belagert wurde. Er rief die Nationalgarde zu Hilfe und die Regierung konnte das Rathaus verlassen.
Im Februar 1871 trat er zurück, verbrachte 12 Monate in der Unter-Präfektur von Saint-Denis, danach trat er als Kandidat bei den Wahlen in Saint-Denis an und wurde am 23. April 1876 als Deputierter (Abgeordneter) gewählt. Er wurde Mitglied der Gruppe der linken Republikaner, wurde am 14. Oktober 1877 wiedergewählt, zog sich aber nach einem verlorenen 1. Wahlgang 1881 zurück und wurde Mitglied im Conseil d’État (Staatsrat).
Während seiner Tätigkeit als Abgeordneter setzte er sich besonders für die Ausbildung von Mädchen und jungen Frauen ein. Diese konnten zu seiner Zeit noch nicht an der Sekundarschulbildung (enseignement secondaire) teilnehmen. 1878 brachte er das Gesetz zur Sekundarschulbildung für Mädchen in das Parlament ein, 1879 wurde das Gesetz im Parlament und 1880 im Senat angenommen. Damit war der Weg frei zur Eröffnung von Gymnasien (Lycée) für Mädchen. Ihm zu Ehren wurden zwei Gymnasien nach ihm benannt: in Colmar und Paris.

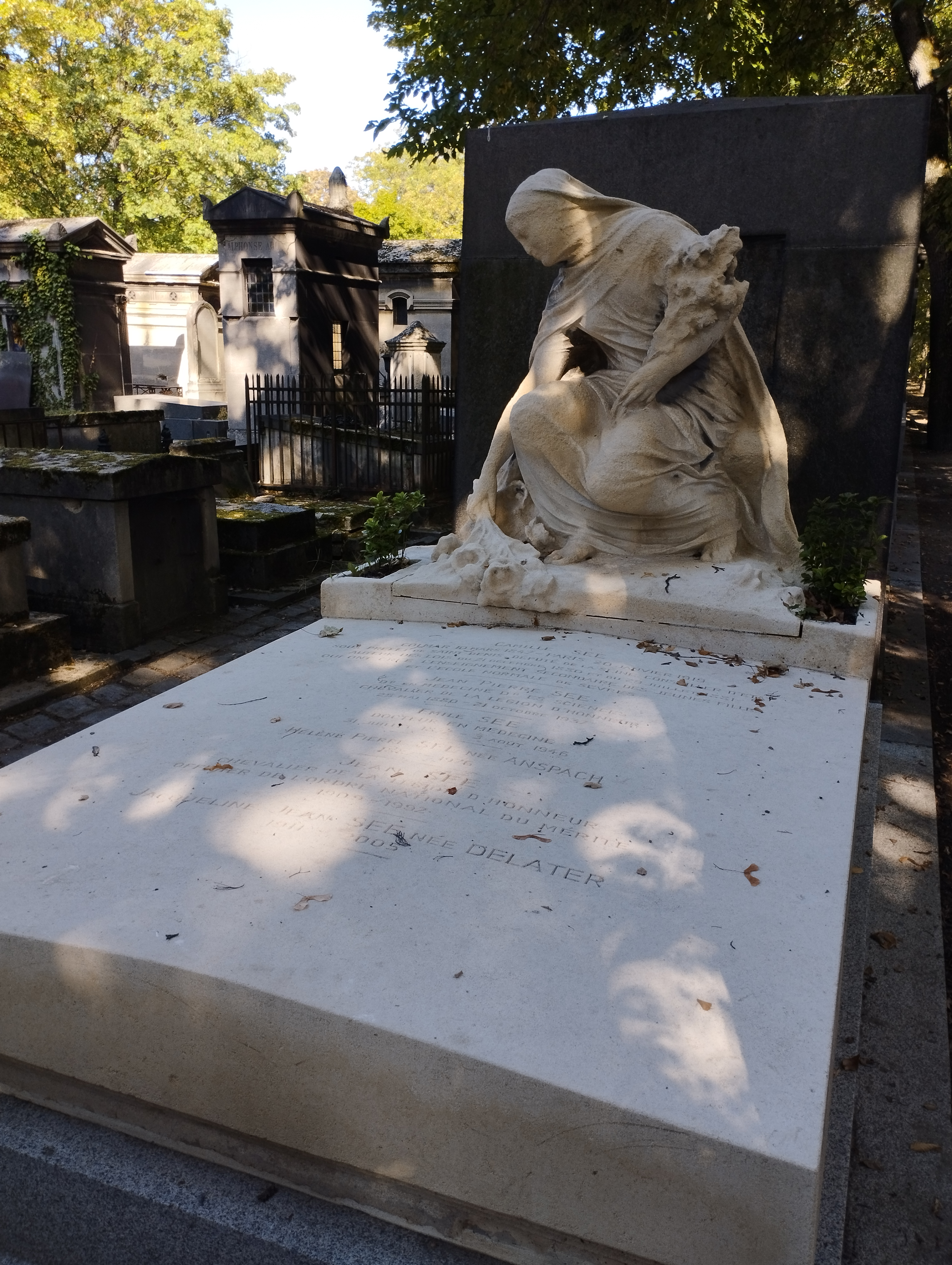
Grabmal auf dem Cimetière de Montmartre in Paris

## Persönliches
Er ist der Neffe von Germain Sée, Mitglied des zentralen jüdischen Konsistoriums von Frankreich. 1869 heiratete er die Tochter von Germain Sée, eine Kusine ersten Grades. Er starb im Alter von 71 Jahren in Paris und wurde auf dem Cimetière de Montmartre beigesetzt.

## Die Familie Sée
Die Familie Sée ist ein typisches Beispiel einer jüdischen bürgerlichen Familie im 19. Jahrhundert. Die Emanzipation brachte ihnen Wohlstand, den die Familie in die Ausbildung der Söhne investierte. Neben Camille gab es noch Julien, geboren in Colmar 1839 als Sohn des zukünftigen Bankiers Joseph-Daniel Sée, Schriftsteller, der durch seine historischen Chroniken berühmt wurde. Julien Sée, Bibliothekar, gründete mit anderen die Colmarer Gesellschaft zur Verbesserung der Ausbildung der Jugend. Insgesamt gehörten zwölf Mitglieder dieser Gesellschaft zur Familie Sée: der Bankier Abraham ebenso wie seine Söhne und Teilhaber Germain und Joseph, der Händler Simon mit seinem Sohn Léopold, Versicherungsvertreter und Alexandre, Gastwirt, der Bankier Joseph Daniel, der Anwalt Abraham, der Kaufmann Paul, der Lehrer Joseph Bloch-Sée und der Bankier Simon Bickari-Sée. Zusammen mit weiteren Juden gründeten sie auch die „Société des jeunes gens israélites pour l’éducation des enfants pauvres“ (Gesellschaft junger israelitischer Männer zur Erziehung armer Kinder). Hinweis: die Familie Sée war alteingesessen in Colmar, die aufgeführten Personen gehörten zu verschiedenen Zweigen der Familie.